# ونایی (اندیمشک)
ونایی (اندیمشک)، روستایی از توابع بخش الوار گرمسیری شهرستان اندیمشک در استان خوزستان ایران است.

## جمعیت
این روستا در دهستان قیلاب قرار دارد و براساس سرشماری مرکز آمار ایران در سال ۱۳۹۵، & جمعیت آن ۵۹ نفر (۱۴ خانوار) بوده‌است.